# يان سيرني (سائق راليات)
يان سيرني مواليد 6 يونيو 1990، هو سائق راليات تشيكي. بدأ مسيرته في سنة 2009. كان أول رالي له هو رالي البرتغال 2011. شارك في بطولة العالم للراليات.